# Palmeirina
Palmeirina es un municipio brasileño del estado de Pernambuco. Tiene una población estimada al 2020 de 7 600 habitantes.

## Historia
La actual ciudad de Palmeirina surgió de la población de Palmeira, su antiguo nombre, que inicialmente pertenecía al municipio de Canhotinho. El progreso de la localidad comenzó cuando el comerciante José Caetano de Moraes construyó la primera casa residencial, dando origen más tarde al poblado.
Fue elevada a distrito por la Ley provincial nº 991, del 1 de septiembre de 1909. El 11 de septiembre de 1928, Palmeira se hizo municipio autónomo. A 6 de junio de 1931, la sede del municipio fue transferida para la población de Angelim y Palmeira fue escariada a la condición de distrito.
A 31 de diciembre de 1943, el distrito de Palmeira cambió el nombre para Palmeirina, y el 31 de diciembre de 1948 se hizo municipio autónomo, desglosado del municipio de Angelim.
Anualmente, el día 31 de diciembre Palmerina conmemora su emancipación política.